# Egenfunktion

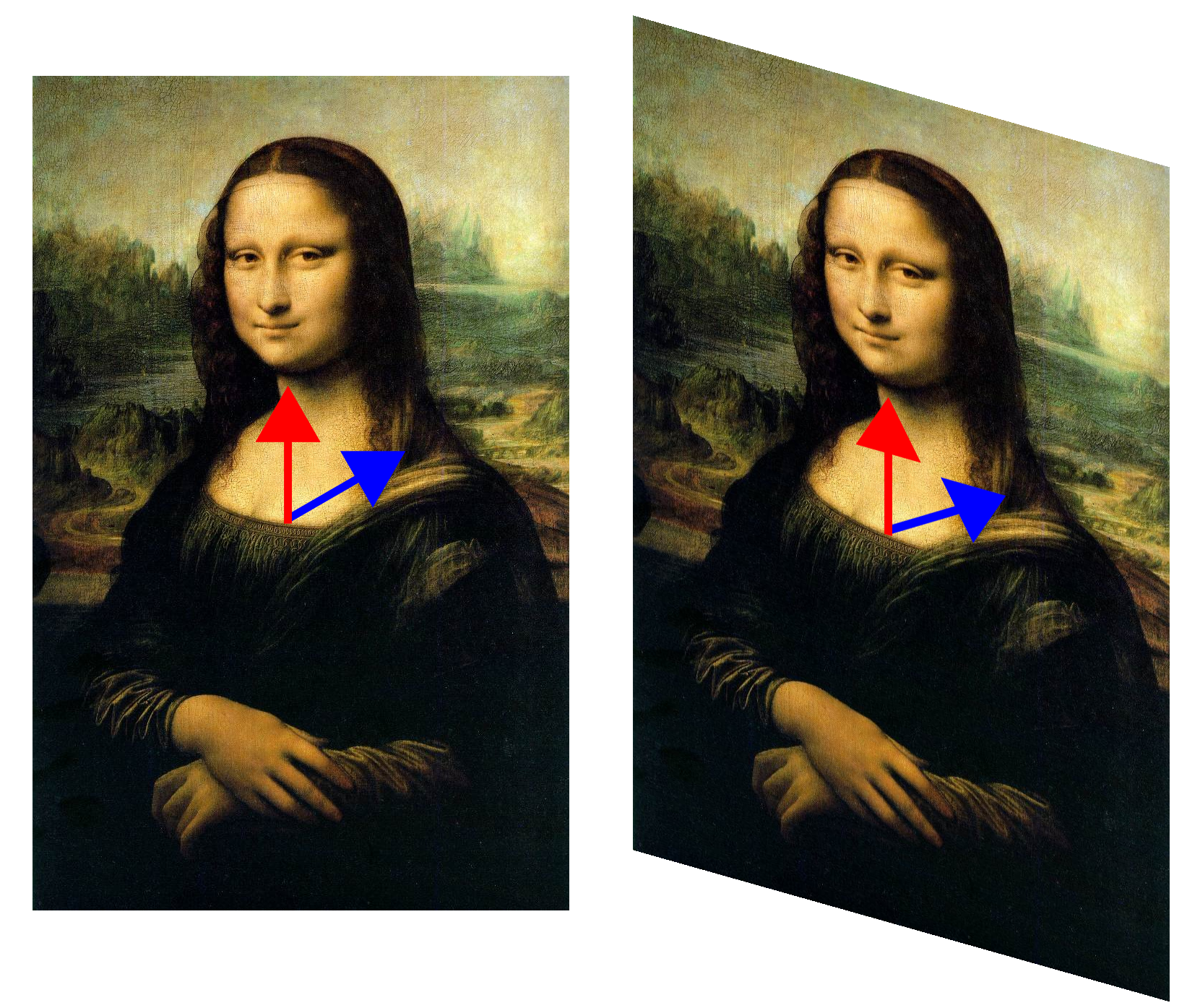
Att man kan rita en pil som den röda utan att den ändrar riktning när man skevar bilden betyder att pilen är en egenfunktion till den linjära avbildningen skevning. Då de röda pilarna är lika långa är deras egenvärde 1.

Inom matematiken är en egenfunktion till en linjär avbildning en funktion (som inte konstant är noll) som på avbildningen motsvarar en multipel av sig själv. Skaländringen mellan originalfunktionen och dess avbild kallas egenvärde och förkortas ofta som  λ.
Ett villkor är att varje möjligt värde i originalfunktionen måste ha ett möjligt värde i avbildningen, dvs ha samma funktionsrum. Om så inte är fallet måste man begränsa funktionen till tillåtna intervall för att den skall ha en egenfunktion.

## Exempel
{\displaystyle {\frac {d}{dx}}e^{x}=e^{x}}.
Alltså är {\displaystyle e^{x}\,} en egenfunktion till {\displaystyle {\frac {d}{dx}}} med egenvärdet {\displaystyle \lambda =1}.
På samma sätt visar 
{\displaystyle {\frac {d^{2}}{dx^{2}}}\sin x=-\sin x}
att sin x är en egenfunktion till den linjära operatorn
{\displaystyle {\frac {d^{2}}{dx^{2}}}}
med egenvärdet {\displaystyle \lambda =-1}.